# Giuseppina Martinuzzi
Giuseppina Martinuzzi (Albona, 16 febbraio 1844 – Albona, 25 novembre 1925) è stata una pedagogista e giornalista italiana.

## Biografia
Iniziò ad insegnare come supplente nel paese natale nel 1876. Superato a Trieste l'esame di abilitazione all'insegnamento, il 23 maggio 1876 le fu conferita la nomina a maestra effettiva. Avrebbe esercitato l'insegnamento fino all'agosto 1905.
Il suo percorso politico iniziò con l'adesione al movimento democratico e radicale, profondamente influenzato dalle aspirazioni irredentiste. Nel 1888, fondò e diresse Pro-patria. Rivista letteraria degli italiani d’Austria, dove le idee irredentiste erano espresso tramite un patriottismo culturale che non sfuggì, dopo breve tempo, alla repressione austriaca. Oltre all'attività giornalistica l'ideale nazionale si espresse con la partecipazione molto attiva della Martinuzzi nella SOT (Società operaia triestina). Dagli anni novanta dell'800, nel 1896, infatti, si iscrisse al Partito socialista; aderì progressivamente agli ideali socialisti che produsse nel solco dell'internazionalismo, una sua aspirazione al superamento delle divisioni nazionali, tra italiani, slavi e tedeschi e un suo crescente impegno rivolto all'emancipazione femminile. A tal fine partecipò, nel 1908, a Roma, al primo Congresso nazionale delle donne italiane. Nel 1921, infine, aderì al neonato Partito Comunista d'Italia divenendo segretaria del gruppo femminile di Trieste.
Giuseppina Martinuzzi dedicò molte delle sue energie per la diffusione dell'educazione popolare, partecipando a conferenze di natura divulgativa e pedagogica. Pubblicò manuali di lettura per le scuole elementari. S'impegnò per una riforma pedagogica che contemplasse la diffusione della cultura anche tra le fasce del proletariato operaio e contadino, quest'ultimo rappresentato maggioritariamente da persone di etnia slovena e croata.

## Opere
- Manuale mnemonico, Trieste, 1886

- I semprevivi. In memoria de' miei cari ed amati genitori Giovanni ed Antonia Martinuzzi, Rovereto 1896
- Nelle caverne di S. Canziano, Udine, 1897
- Albona. 20 genn. 1599 - 20 genn. 1899, Trieste, 1899
- Libertà e schiavitù, Trieste, 1899
- Patria e socialismo, Trieste, 1899
- Presente e avvenire, Firenze, 1900
- Edmondo De Amicis e la questione sociale, Trieste, 1900
- Ingiustizia, Trieste, 1907
- Nazionalismo morboso e internazionalismo affarista, Trieste, 1911
- Maternità dolorosa, Trieste, 1911
- Invito alla luce, Trieste, 1912
- Ai giovani socialisti, Trieste, 1912
- Amilcare Cipriani, Trieste, 1913.